# Aeroportul Gobabis
Aeroportul Gobabis (IATA: GOG, ICAO: FYGB) este un aeroport din Namibia ce deservește zona Gobabis. A fost numit după zona deservită.
Situat la o altitudine de 1.441 m, aeroportul dispune de o singură pistă.